# Magdalene St. Michaels
Magdalene St. Michaels (La Valeta, Malta; 7 de junio de 1957) es una actriz pornográfica maltesa nacionalizada británica.

## Biografía
Nació en la isla de Malta en 1957, hija de padres ingleses. A muy pronta edad se marchó con su familia a Reino Unido, donde pasó parte de su infancia y adolescencia entre Plymouth y Cornualles. Después de estudiar canto, la danza y el teatro se trasladó a los Estados Unidos de América, donde trabajó como bailarina y tuvo pequeños papeles en películas Turk 182 (1985) y Decisión crítica (1996).
Su entrada en la industria del porno le ocurrió por casualidad. En 2007, mientras caminaba por Las Vegas, fue descubierta por el propietario de la productora Girlfriends Films, Dan O'Connell, que se encontraba en la ciudad para una convención de la AVN. Debutó en el umbral de los 50 años en la película I Like To Kiss (2007), aunque ha logrado su fama en películas gracias a su edad y sus papeles de cougar.
Como actriz, además de Girlfriends Films, ha trabajado para otros estudios como New Sensations, Mile High, Kink.com, Pulse Distribution, Devil's Film, Lust Cinema, Naughty America, Vivid, Sweetheart Video, Sweet Sinner o Transsensual, entre otros.
Ha estado nominada varias veces en los Premios AVN. En 2010, 2013 y 2014 a la Artista MILF / Cougar del año. También consiguió una nominación en los Premios XBIZ a la Mejor actriz en película lésbica por Mother Superior. En 2014 hizo su debut como directora de películas X con Stranded.
Ha rodado más de 170 películas como actriz, así como dirigido otras 3 cintas.

## Premios y nominaciones
| Año  | Ceremonia                  | Resultado | Premio                           | Trabajo                                                |
| ---- | -------------------------- | --------- | -------------------------------- | ------------------------------------------------------ |
| 2009 | Premios AVN                | Nominada  | Artista MILF / Cougar del año    | —                                                      |
| 2010 | Premios AVN                | Nominada  | Artista MILF / Cougar del año    | —                                                      |
| 2013 | Premios AVN                | Nominada  | Artista MILF / Cougar del año    | —                                                      |
| 2013 | Sex Awards                 | Nominada  | Estrella adulta más sexy         | —                                                      |
| 2014 | Premios AVN                | Nominada  | Artista MILF / Cougar del año    | —                                                      |
| 2014 | Premios AVN                | Nominada  | Mejor actuación no sexual        | Against Her Will 2                                     |
| 2014 | Premios XBIZ               | Nominada  | Mejor actriz en película lésbica | Mother Superior                                        |
| 2015 | Premios AVN                | Nominada  | Premio Fan: MILF más caliente    | —                                                      |
| 2017 | Transgender Erotica Awards | Nominada  | Mejor artista femenina           | —                                                      |
| 2020 | Premios AVN                | Nominada  | Mejor actriz                     | Confessions of A Sinful Nun 2: The Rise of Sister Mona |